# یواس‌اس اسپادا (اس‌اس-۳۵۵)

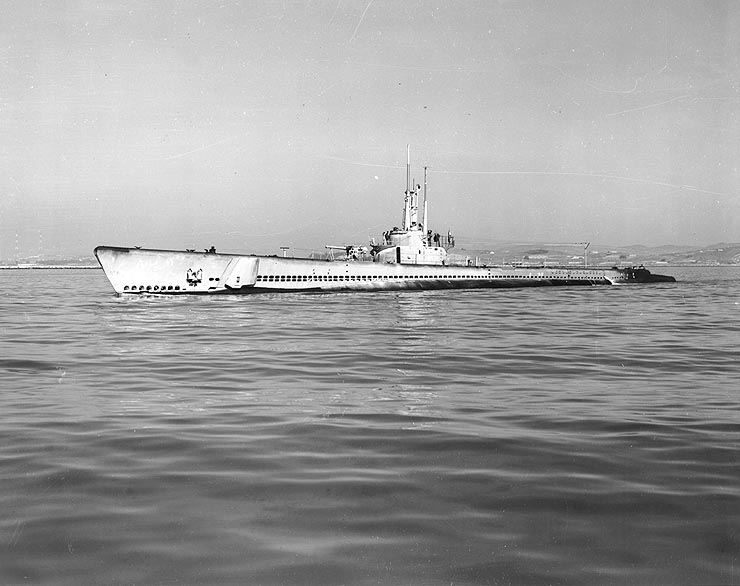
تصویری از یو اس اس اسپادا (اس اس-۳۵۵)

یواس‌اس اسپادا (اس‌اس-۳۵۵) (به انگلیسی: USS Espada (SS-355)) یک زیردریایی بود که طول آن ۳۱۱ فوت ۹ اینچ (۹۵٫۰۲ متر) بود.